# Војводство Аустрија
Војводство Аустрија је била држава Светог римског царства која је постојала у периоду од 1156. до 1453. године. Настала је издвајањем из Војводства Баварска.

## Настанак
До 1246. године Аустрија је била феудални посед породице Бабенберг. Војвода Леополд Баварски (1136-1141) је био лојалан династији Хоенштауфен у њеној борби против Велфа. Када је Конрад III свргнуо Хенрија X Баварског, Војводство Баварска дао је своме полубрату, маркгрофу Леополду. Хенри II Аустријски је наследио Баварску 1141. године. Године 1156. цар Фридрих Барбароса је склопио споразум са Велфима те се Хенри 1156. године морао одрећи Баварског војводства у корист Хајнриха Лава. Као надокнаду је Аустрија уздигнута на ранд Војводства и 17. септембра су јој потврђене многе привилегије.

## Успон
Резиденција новог аустријског војводе налазила се у Бечу, у Хофбургу. Због свог повољног географског положаја на Дунаву, аустријске земље су брзо напредовале. Биле су важан трговачки пут из Кремса и Маутерна према Византијском царству. Аустријско војводство убрзо постаје једна од најнапреднијих светоримских држава, а свој врхунац достиже у време владавина Леополда V (1177-1194) и Леополда VI (1194-1230). Године 1186. Леополд је потписао споразум са Отокаром IV Штајерским и, након Отокарове смрти (1192), наследио је земље Штајерске на југу. Територија Аустрије проширена је и старим баварским земљама западно од реке Енс, дуж реке Траун до Линца, главног града будуће Горње Аустрије.
Војвода Леополд V је учествовао у Трећем крсташком рату. Приликом опсаде Акре (1191), ушао је у жесток сукоб са енглеским краљем Ричардом Лављим Срцем, наводно због подизања аустријске заставе. Енглески краљ је скинуо аустријску и поставио енглеску заставу. Леополд ће му се касније осветити. Пред Божић 1192. између Беча и моравске границе војвода Леополд V Аустријски заробљава Ричарда и оптужује га за смрт Конрада Монфератског. Леополд га је предао немачком цару Хенрику VI који је тражио за Ричарда велики откуп. Леополд VI се 1198. године оженио византијском принцезом Теодором Ангелином, а касније је своју ћерку Маргарету Аустријску удао за Хенрија VII, сина Фридриха II.
Међутим, Леополдов наследник, Фридрих II Аустријски, улази у жесток сукоб са аустријским племством, Андријом II и Фридрихом II. У борбама са Белом IV, угарским краљем, око граница, убијен је 1246. године у бици на Лајти.

## Владавина Отакара Пшемисла
Смрт Фридрихова довела је до изумирања мушке линије породице Бабенберг. У наредних неколико деценија војводство је било без владара. У складу са феудалним законима, власт над Аустријом припала је аустријском сизерену, цару Светог римског царства. Међутим, само осам година након изумирања Бабенберга, изумрла је и светоримска династија Хоенштауфен. Стога нико није био у могућности да наследи војводство. Године 1251. на аустријски престо долази Отакар II Пшемисл, син чешког краља Вацлава. Папа Иноћентије III потврдио му је право на престо због његових породичних веза са Бабенберзима. До 1269. године Отакар је контролисао Корушку, Крањску и Виндиц. Његово царство простирало се од Судета до јадранске обале. Када му није успело да се избори за светоримску круну, Отакар је оспорио избор Рудолфа I Хабзбуршког. Отакар је убијен у бици на Моравском пољу 1278. године.

## Владавина Хабзбурга
У наредних 640 година Аустријом ће владати династија Хабзбург. Корушка и Крањска биле су под влашћу Хабзбурга до 1335, а Тирол до 1365. године. Након кратке владавине Рудолфа IV, његова браћа (Алберт III и Леополд III) поделила су војводство између себе (1379). Алберт је задржао Аустрију, а Леополд преостале територије. Године 1402. дошло је до новог расцепа. Војвода Ернест Аустријски завладао је Доњом Аустријом, а Фридрих III Горњом. Ернестоф син Фридрих III ујединио је државу након Албертове смрти.